# Bambama
Bambama es una localidad de la República del Congo, constituida administrativamente como un distrito del departamento de Lékoumou en el sur del país.
En 2011, el distrito tenía una población de 4906 habitantes, de los cuales 2362 eran hombres y 2544 eran mujeres.
La localidad se ubica en el extremo septentrional del departamento cerca de la frontera con Gabón, unos 150 km al norte de la capital departamental Sibiti sobre la carretera P9 que lleva a Franceville. El territorio del distrito, que se extiende por la frontera al oeste del parque nacional de las Mesetas Batéké, está atravesado por el curso alto del río Ogooué, que fluye unos 15 km al este de la localidad.